# 联盟TMA-01M
联盟TMA-01M是俄罗斯宇航联盟号的第107次飞行，本次任务计划将远征25的三名宇航员送到国际空间站。2010年10月7日23时10分（UTC）飞船从哈萨克斯坦拜科努尔航天发射场发射升空，10月10日0时1分与国际空间站探索号实验舱对接，2011年3月16日与国际空间站解除对接并于哈萨克斯坦着陆。这艘飞船是联盟号飞船的新系列联盟TMA-M的第一艘飞船，较之前的联盟TMA系列飞船减轻了约70kg的重量，并更新了一些设备。

## 机组人员
| 职位        | 姓名                | 飞行次数 |
| ----------- | ------------------- | -------- |
| 指令长      | 亚历山大·卡莱利     | 第5次    |
| 飞行工程师1 | 奥列格·斯克里波奇卡 | 第1次    |
| 飞行工程师2 | 斯科特·凯利         | 第3次    |

## 图集

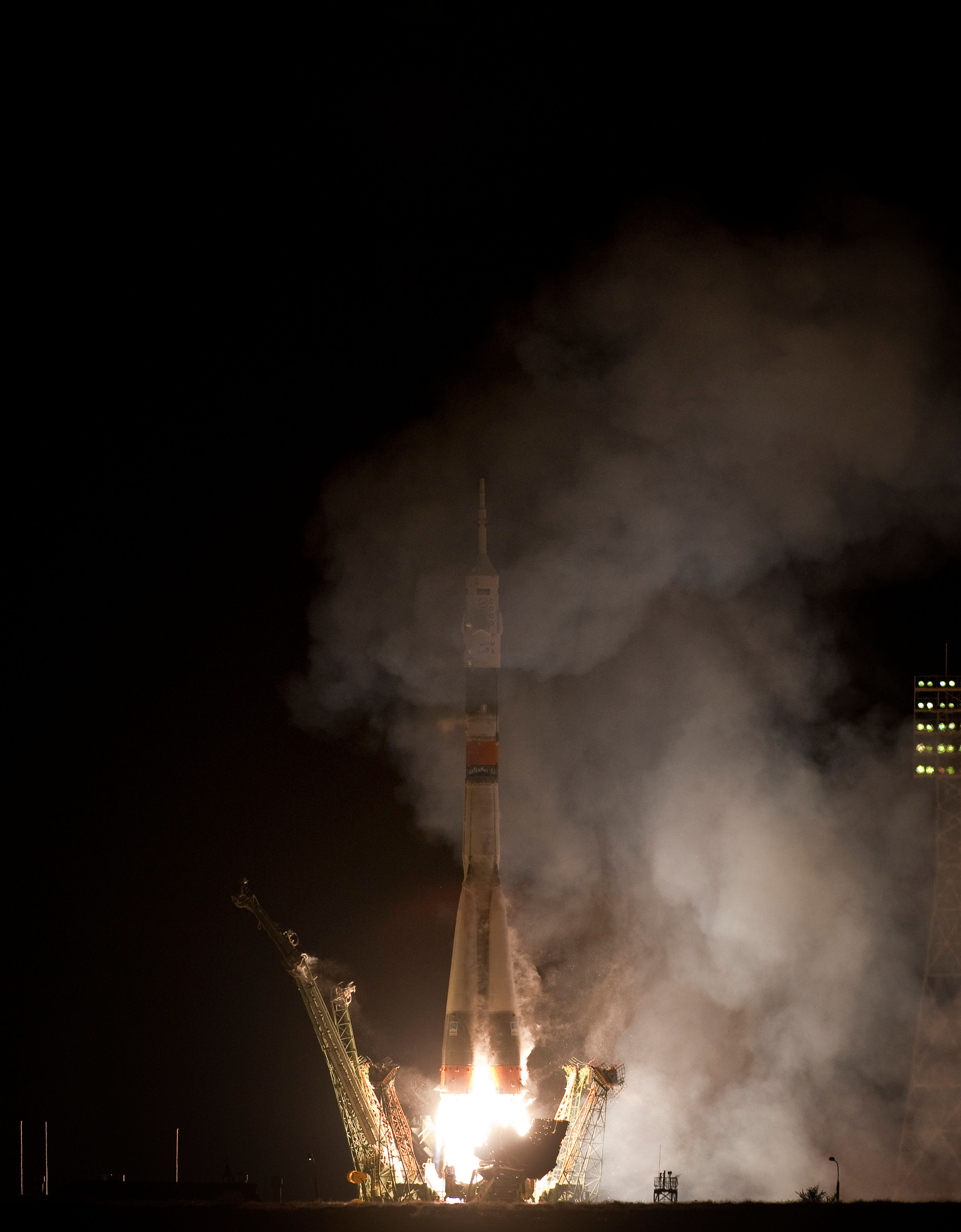
联盟TMA-01M发射
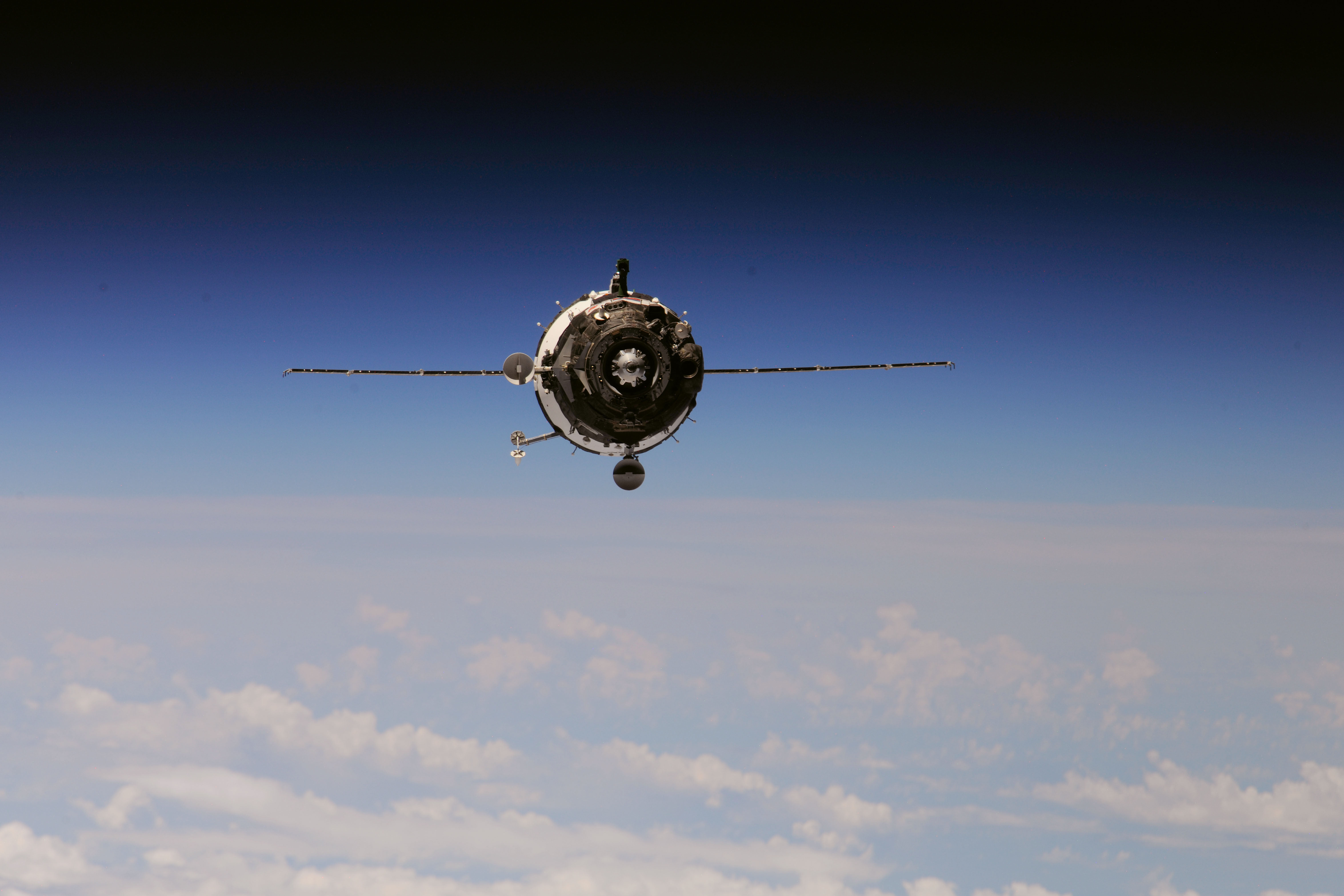
联盟TMA-01M靠近国际空间站
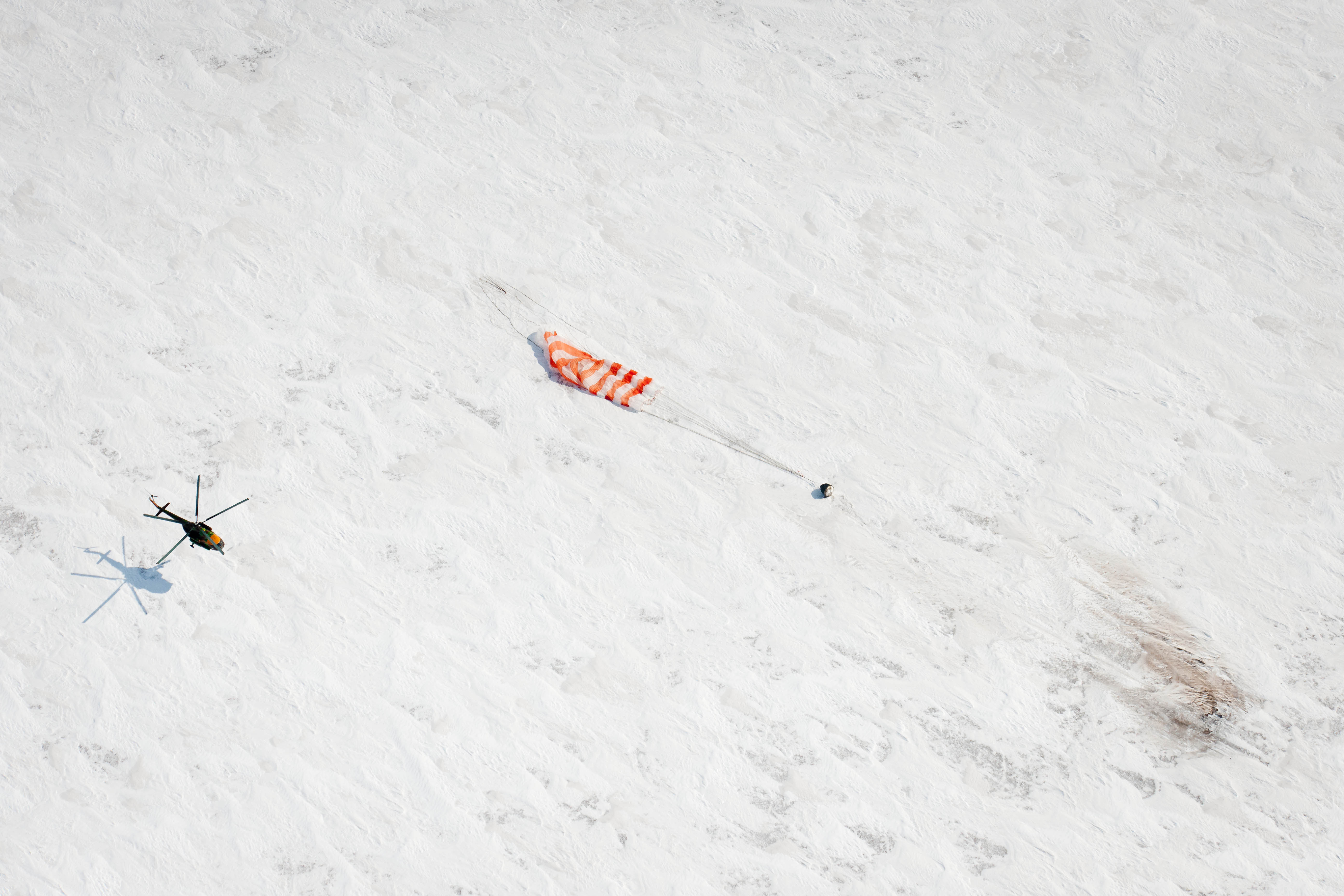
联盟TMA-01M着陆